# Calypogeia muelleriana
Calypogeia muelleriana là một loài rêu tản trong họ Calypogeiaceae. Loài này được (Schiffner) K. Müller miêu tả khoa học lần đầu tiên năm 1901.

## Hình ảnh

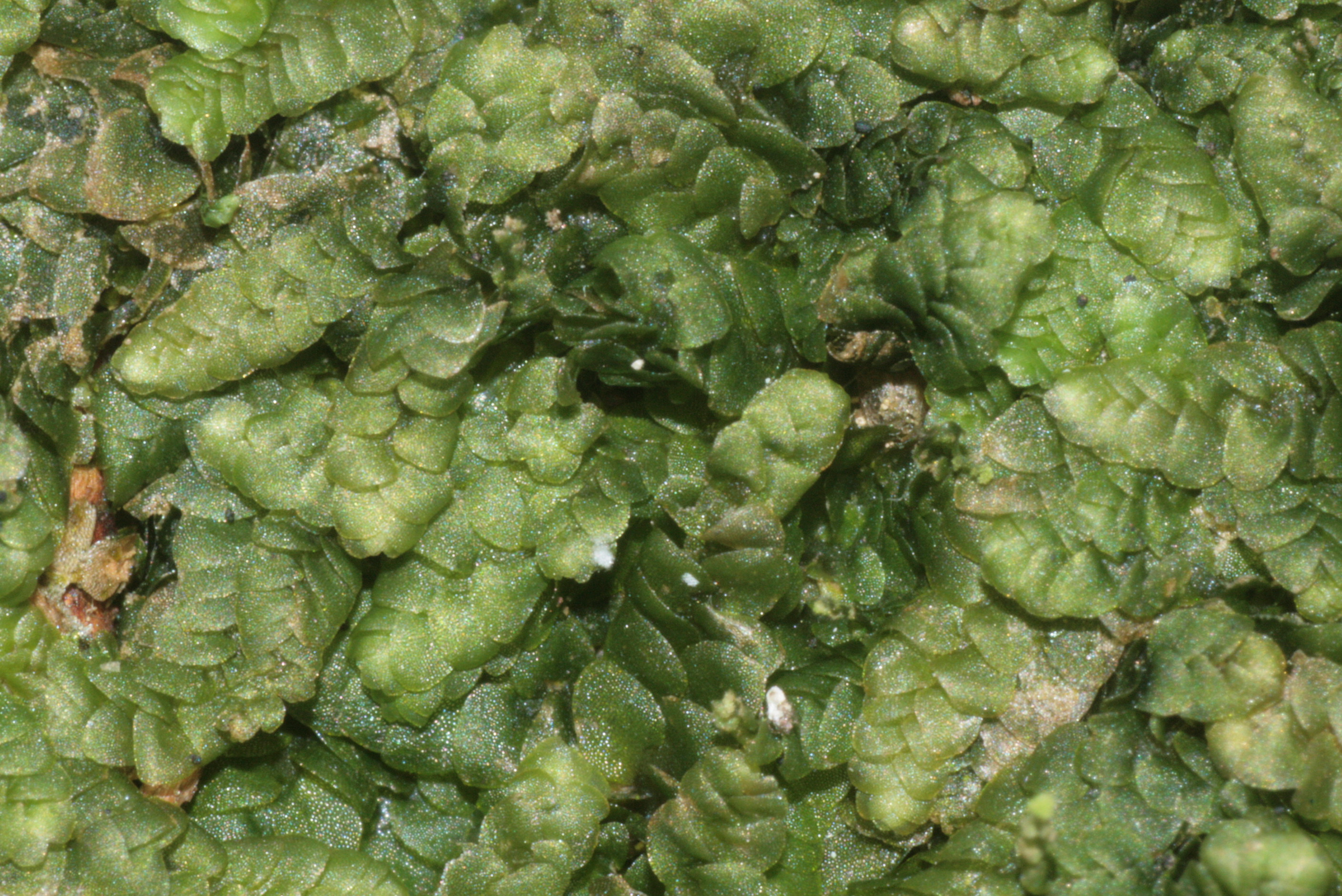
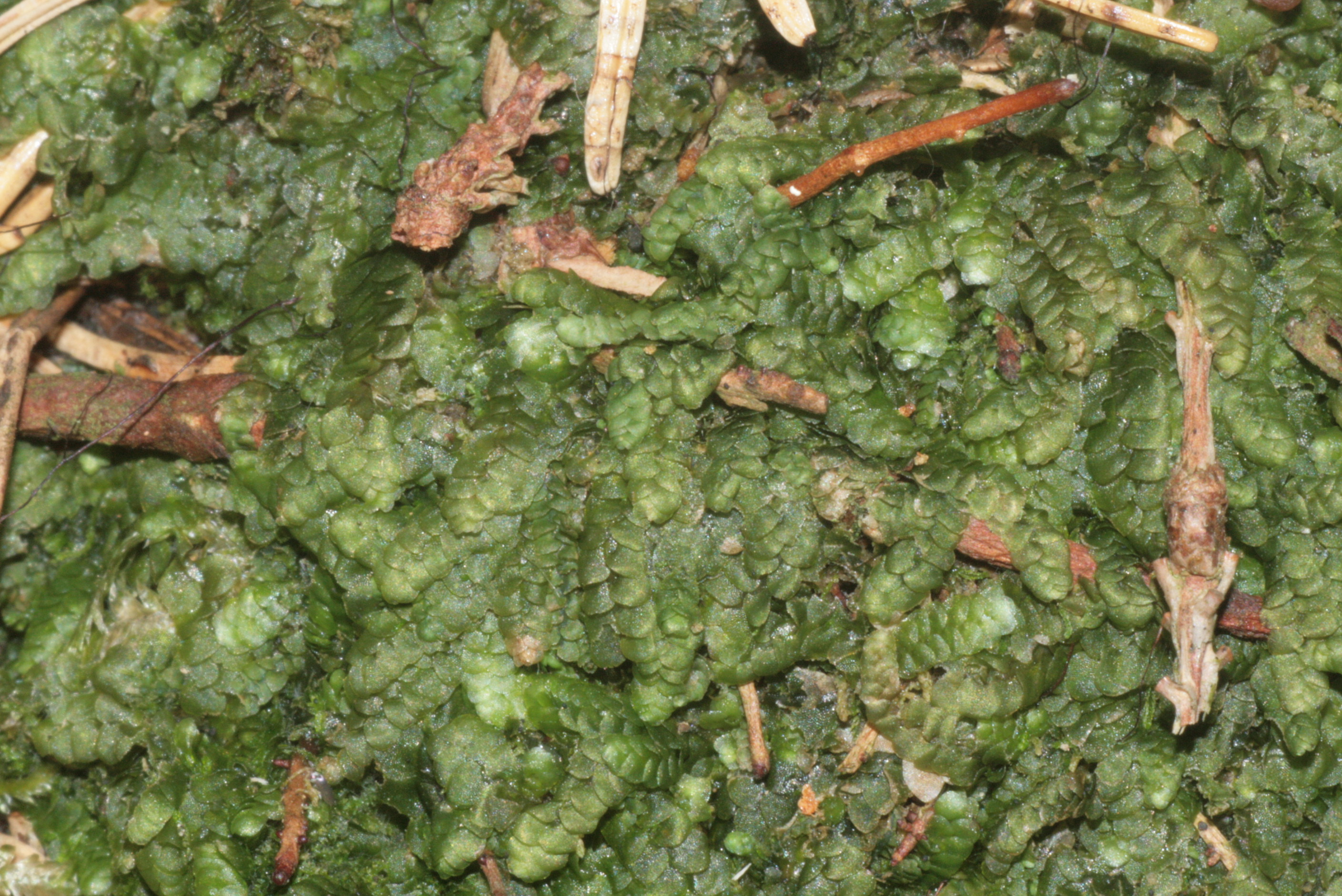
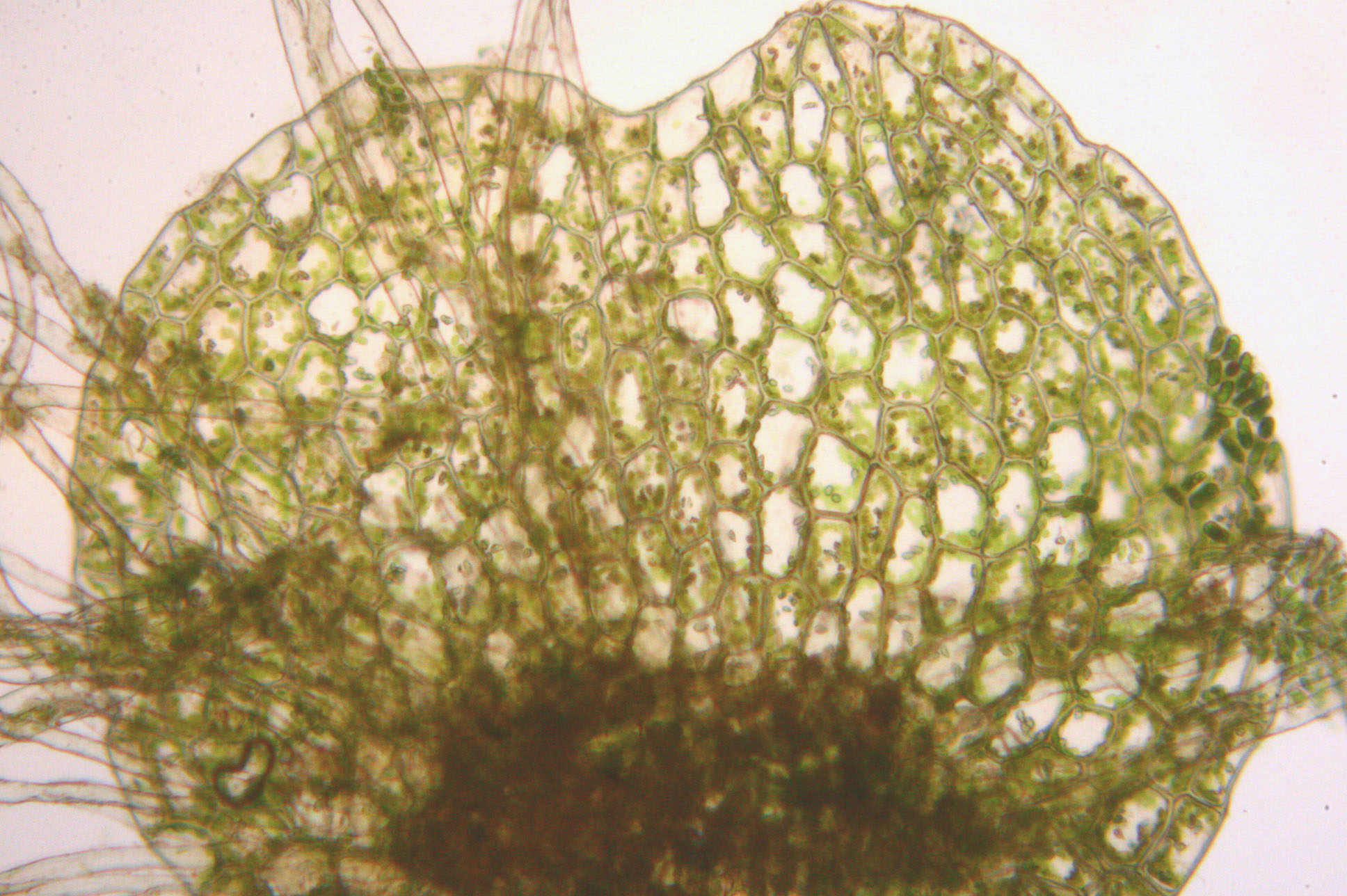
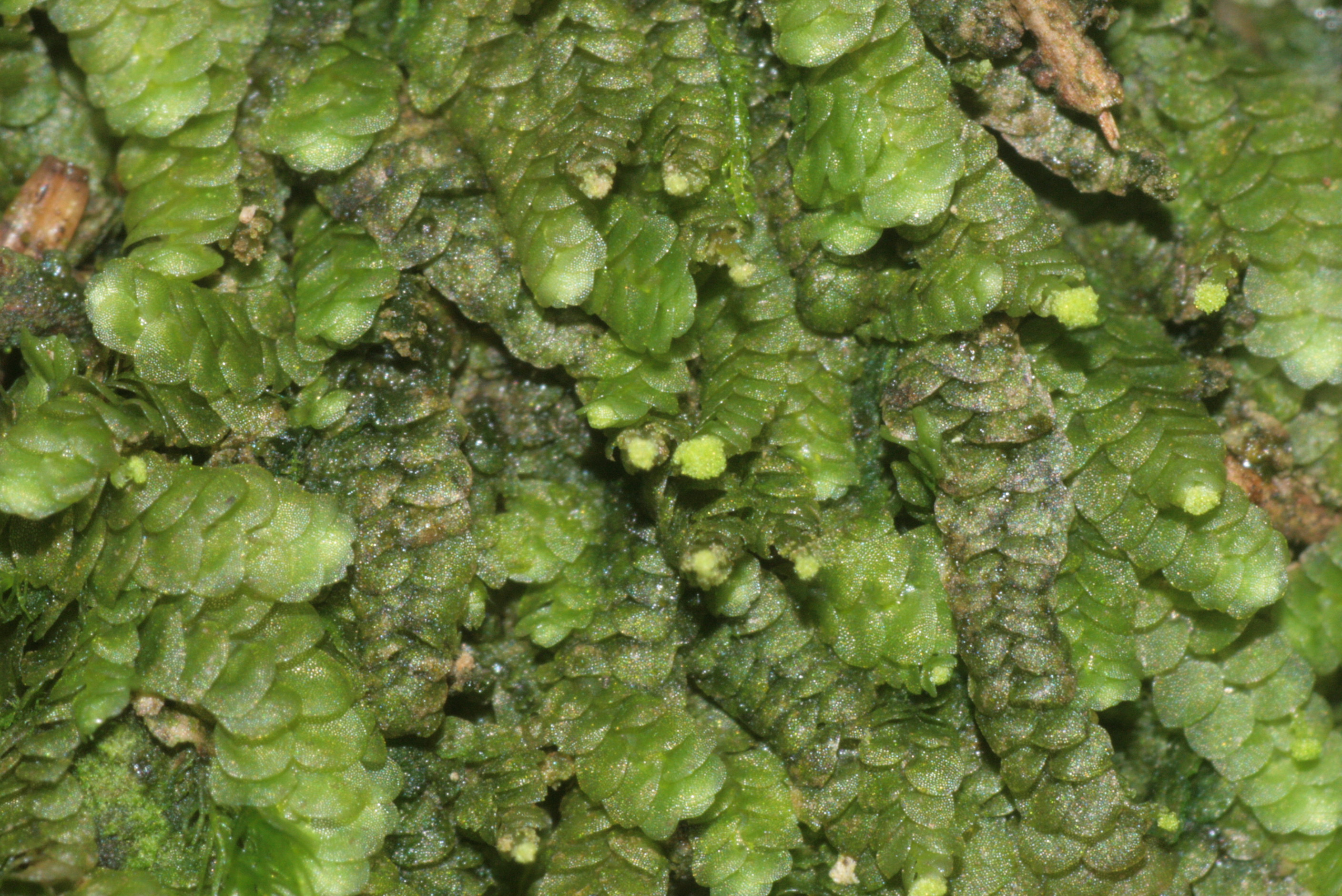